# تسوتومو اوگورا
تسوتومو اوگورا (انگلیسی: Tsutomu Ogura؛ زادهٔ ۱۸ ژوئیهٔ ۱۹۶۶) بازیکن فوتبال اهل ژاپن است.